# Lara Kipp
Lara Michaela Kipp (* 4. Oktober 2002) ist eine österreichische Rennrodlerin. Zusammen mit ihrer Doppelpartnerin Selina Egle wurde sie bisher zweimal Weltmeisterin und 2025 Europameisterin im Doppelsitzer. 

## Biografie
Die in Igls lebende Lara Kipp ist Mitglied der Sportunion und besuchte das BORG Innsbruck. Gemeinsam mit ihrer früheren Mitschülerin Selina Egle bildet sie seit 2018 ein Doppel. Erste internationale Erfolge konnten die Tirolerinnen im folgenden Jahr mit Podestplätzen bei den Jugend-A-Weltcups in Oberhof und Winterberg feiern. Im Jänner 2020 sollten sie auf dem Olympia Bob Run St. Moritz–Celerina an den Olympischen Jugend-Winterspielen teilnehmen, mussten jedoch aufgrund eines im Training erlittenen Bruches des Mittelfußknochens bei Selina Egle auf den Start verzichten. Danach legte das Doppel eine zweijährige Pause ein.
Am 3. Dezember 2022 gewannen Egle/Kipp vor Jessica Degenhardt/Cheyenne Rosenthal und Andrea Vötter/Marion Oberhofer auf ihrer Heimstrecke in Innsbruck-Igls die Weltcup-Premiere im Damen-Doppelsitzer. Im weiteren Saisonverlauf konnten sich die beiden auch in Winterberg gegen die Konkurrenz durchsetzen und sicherten sich dank zweier Siege in Igls und Park City den Gewinn der Sprintwertung. Bei ihren ersten Weltmeisterschaften in Oberhof gewannen sie sowohl im Doppelsitzer als auch im Sprint jeweils die Silbermedaille hinter Degenhardt/Rosenthal. Auch im Gesamtweltcup belegten Egle/Kipp am Saisonende Rang zwei und mussten sich nur den Italienerinnen Vötter/Oberhofer geschlagen geben.
Zu Beginn der Saison 2023/24 entschieden Egle/Kipp beide Rennen in Lake Placid für sich, verfehlten in der Folge aber mehrmals das Podest, woraufhin sie in der Weltcup-Gesamtwertung auf Rang vier zurückfielen. Ihren Titel in der Sprintwertung konnten sie dank eines weiteren Sieges in Oberhof aber verteidigen. Bei den Europameisterschaften in Igls wurden sie Siebente im Doppelsitzer und gewannen gemeinsam mit Madeleine Egle, Jonas Müller und Thomas Steu/Wolfgang Kindl Gold in der Teamstaffel. Bei den Weltmeisterschaften in Altenberg kürten sich die beiden U23-Athletinnen vor Anda Upīte/Zane Kaluma aus Lettland und Chevonne Forgan/Sophia Kirkby aus den USA erstmals zu Weltmeisterinnen im Doppelsitzer.

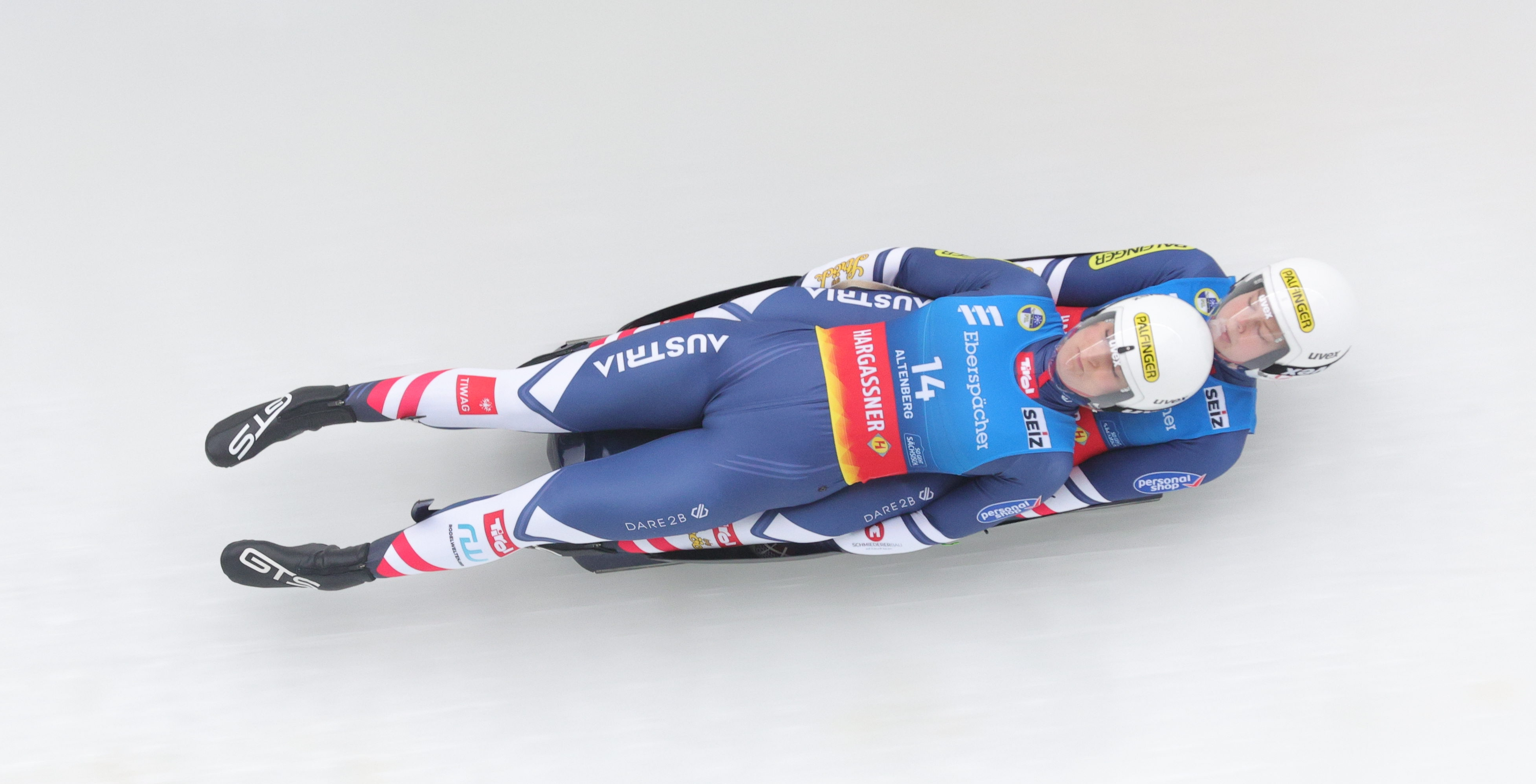
Selina Egle und Lara Kipp (unten) bei der WM in Altenberg 2024

In den Winter 2024/25 starteten Lara Kipp und Selina Egle mit einem sechsten Rang in Lillehammer, ehe sie die folgenden sechs Weltcups in Igls, Oberhof, Sigulda, Altenberg, Winterberg und noch einmal Oberhof allesamt für sich entscheiden konnten. In Winterberg wurden sie außerdem erstmals Europameisterinnen im Doppelsitzer. Mit Madeleine Egle, Jonas Müller und Riccardo Schöpf/Juri Gatt verteidigte das Duo zudem den Europameistertitel in der Teamstaffel. Bei den Weltmeisterschaften im Whistler Sliding Centre gewannen sie zunächst gemeinsam mit dem Männer-Doppel Steu/Kindl Gold im erstmals ausgetragenem Mixed-Rennen. Im Doppelsitzer konnten sie ihren Titel mit einem Vorsprung von 0,029 Sekunden knapp vor Degenhardt/Rosenthal verteidigen. In der Teamstaffel mussten sie sich gemeinsam mit Madeleine Egle, Nico Gleirscher und Steu/Kindl nur Deutschland geschlagen geben und gewannen Silber. Mit einem weiteren Sieg im abschließenden Saisonrennen in Yanqing sicherten sich Egle/Kipp erstmals den Gewinn des Doppelsitzer-Gesamtweltcups. 

## Statistik

### Weltmeisterschaften
- Oberhof 2023: 2. Doppelsitzer, 2. Doppelsitzer Sprint, 2. Doppelsitzer (U23)
- Altenberg 2024: 1. Doppelsitzer, 6. Teamstaffel, 8. Doppelsitzer Sprint
- Whistler 2025: 1. Doppelsitzer, 1. Mixed, 2. Teamstaffel

### Europameisterschaften
- Sigulda 2023: 4. Doppelsitzer, 3. Doppelsitzer (U23)
- Innsbruck 2024: 1. Teamstaffel, 7. Doppelsitzer, 3. Doppelsitzer (U23)
- Winterberg 2025: 1. Doppelsitzer, 1. Teamstaffel

### Gesamtweltcup
Doppelsitzer
| Saison  | Platz | Punkte |
| ------- | ----- | ------ |
| 2022/23 | 02.   | 0915   |
| 2023/24 | 04.   | 0859   |
| 2024/25 | 01.   | 0835   |

### Weltcupsiege
Doppelsitzer
| Nr. | Datum         | Ort            | Bahn                                          |
| --- | ------------- | -------------- | --------------------------------------------- |
| 1.  | 3. Dez. 2022  | Innsbruck-Igls | Olympia Eiskanal Igls                         |
| 2.  | 4. Dez. 2022  | Innsbruck-Igls | Olympia Eiskanal Igls (Sprint)                |
| 3.  | 17. Dez. 2022 | Park City      | Bobbahn Park City (Sprint)                    |
| 4.  | 25. Feb. 2023 | Winterberg     | Bobbahn Winterberg                            |
| 5.  | 8. Dez. 2023  | Lake Placid    | Olympia-Bobbahn Mount Van Hoevenberg          |
| 6.  | 9. Dez. 2023  | Lake Placid    | Olympia-Bobbahn Mount Van Hoevenberg (Sprint) |
| 7.  | 18. Feb. 2024 | Oberhof        | Rennrodelbahn Oberhof (Sprint)                |
| 8.  | 8. Dez. 2024  | Innsbruck-Igls | Olympia Eiskanal Igls                         |
| 9.  | 15. Dez. 2024 | Oberhof        | Rennrodelbahn Oberhof                         |
| 10. | 5. Jan. 2025  | Sigulda        | Rennrodel- und Bobbahn Sigulda                |
| 11. | 12. Jan. 2025 | Altenberg      | Rennschlitten- und Bobbahn Altenberg          |
| 12. | 18. Jan. 2025 | Winterberg     | Bobbahn Winterberg                            |
| 13. | 25. Jan. 2025 | Oberhof        | Rennrodelbahn Oberhof                         |
| 14. | 22. Feb. 2025 | Yanqing        | Yanqing National Sliding Center               |

Teamstaffel
| Nr. | Datum         | Ort            | Bahn                  |
| --- | ------------- | -------------- | --------------------- |
| 1.  | 14. Jan. 2024 | Innsbruck-Igls | Olympia Eiskanal Igls |
| 2.  | 15. Dez. 2024 | Oberhof        | Rennrodelbahn Oberhof |
| 3.  | 19. Jan. 2025 | Winterberg     | Bobbahn Winterberg    |